# Chevalierella
Chevalierella es un género de plantas herbáceas perteneciente a la familia de las poáceas. Es originario del Congo.

## Etimología
El nombre del género fue otorgado en honor del Prof. Auguste Chevalier. 

## Especies
- Chevalierella congoensis A.Camus
- Chevalierella dewildemannii (Vanderyst) Van der Veken ex Compère